# Cattedrale di Albi
La cattedrale di Santa Cecilia  (in francese: Cathédrale Sainte-Cécile) è la chiesa madre dell'arcidiocesi di Albi, situata ad Albi, capoluogo del dipartimento del Tarn in Francia. Essa posa su un picco roccioso che domina il fiume Tarn ed è uno dei più grandi edifici del mondo costruiti con soli mattoni. La sua costruzione richiese due secoli di lavoro (dal 1282 al 1480). Dal 1862 è classificata come Monumento storico di Francia. Dal 2010 è classificata come patrimonio dell'umanità in quanto parte della città episcopale di Albi.

## Storia

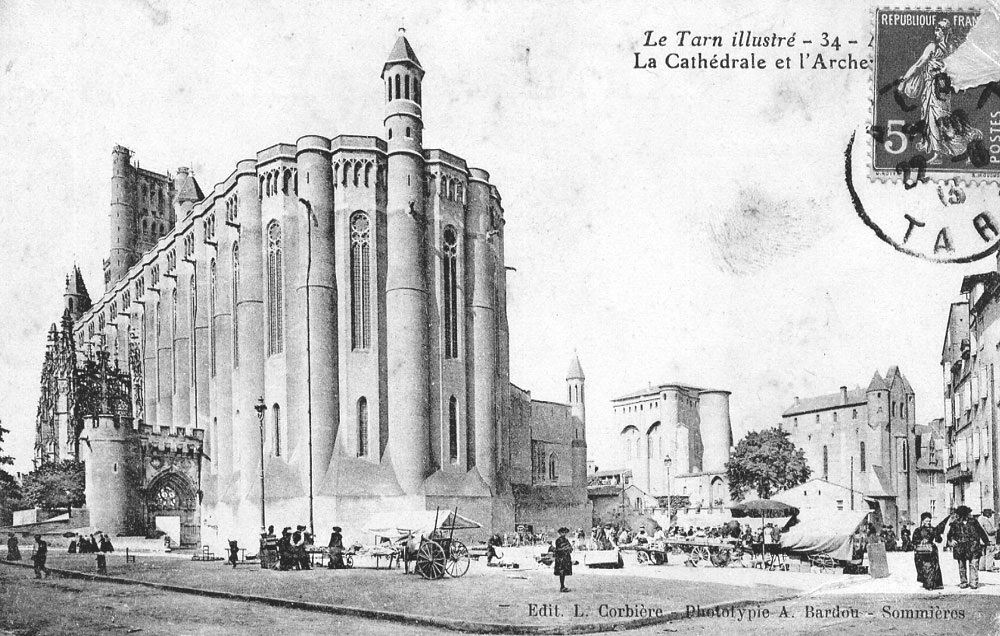
La cattedrale in una cartolina del 1913

La cattedrale fu costruita su un edificio di culto preesistente. Fortemente voluta dal vescovo Bernard de Castanet, fu iniziata il 15 agosto 1282, quando si stava spegnendo l'eco delle lotte contro l'eresia albigese e delle dispute armate con i conti di Tolosa e la città di Albi, con il proprio circondario, era passata alla corona di Francia. Memore delle vicende belliche che avevano dilaniato quelle terre, Bernard de Castanet volle che la cattedrale avesse anche caratteristiche di fortezza. La struttura principale fu terminata già nel 1380, ma numerose altre opere connesse, interne ed esterne, furono eseguite successivamente. Nel 1410 fu aperta il Portale di Dominique de Florence e nel 1480 la cattedrale fu solennemente consacrata dal vescovo Luigi I d'Amboise (vescovo di Albi dal 1474 al 1503), che fece terminare fra il 1485 ed il 1492 l'ultima parte del campanile sul  donjon, edificare il coro ed il Jubé (o Pontile-tramezzo), e che commissionò anche il grande baldacchino esterno (Quest'ultimo e il Jubé costruiti in pietra bianca ed in stile gotico fiammeggiante), terminato nel 1536.
Nel 1500 fu terminato anche l'insieme di splendidi affreschi del Giudizio universale, sulla parte interna che chiude la navata unica, lato opposto al coro, e quindi volta ad occidente.
Fra il 1509 ed il 1512 vennero eseguiti da artisti carpigiani, Giovan Francesco Donelli e i suoi collaboratori Agazzani e Bissoli gli affreschi sulle vele della volta.
Nel 1736 fu anche terminata la installazione del grande organo, opera di Christophe Moucherel, posto sul lato interno occidentale della navata, al di sopra degli affreschi del Giudizio Universale.
Nel 1947 è stata insignita del titolo di Basilica minore.

## Descrizione

### Misure e dimensioni
| Parametro                   | Misura  |
| --------------------------- | ------- |
| Lunghezza totale            | 113,5 m |
| Lunghezza interna           | 100 m   |
| Larghezza totale            | 35 m    |
| Larghezza interna           | 30 m    |
| Altezza del donjon          | 78 m    |
| Altezza delle volte         | 40 m    |
| Spessore dei muri alla base | 2,5 m   |

### Esterno

Il dongione

La cattedrale di Santa Cecilia ha il carattere di una chiesa-fortezza, per la posizione sopraelevata e per la presenza del dongione (in francese: donjon), ovvero il campanile-torre.
L'esterno dell'edificio è caratterizzato e dominato proprio dal dongione, fondamentalmente con una forma a parallelepipedo con base quadrata con gli angoli rinforzati da contrafforti circolari in mattoni; la torre è situata a ridosso del lato corto della navata, pertanto la chiesa è priva di facciata. I quattro ordini del campanile sono divisi da terrazze con balaustre in pietra. I due ordini inferiori, non presentano finestre, ma alte feritoie con arco a tutto sesto; il terzo ordine dal basso, invece, è decorato con archetti ogivali pensili e, su ognuno dei quattro lati, si apre una bifora gotica; l'ordine superiore è ottagonale, a sua volta diviso in due ordini ulteriori, con quello inferiore quattro bifore e quello superiore otto, ed è rinforzato da tre piccoli archi rampanti e da una caratteristica struttura cilindrica in mattoni all'interno della quale si trovano le scale.
L'ingresso della chiesa si trova lungo il fianco destro, all'altezza della sesta campata, ed è in stile gotico fiammegiante. Il portale è leggermente strombato ed è sormontato da una quadrifora con, al centro, la statua della Vergine col Bambino. La porta è preceduta da un protiro in pietra, aperto su tre lati con un'arcata a tutto sesto e con volta a crociera poggiante su quattro pilastri. Sulla parte esterna dell'abside, si trova un piccolo campaniletto a pianta circolare, costituito da una copertura piramidale a pianta ottagonale e con la cella campanaria che si apre sull'esterno tramite piccole monofore ogivali.

### Interno

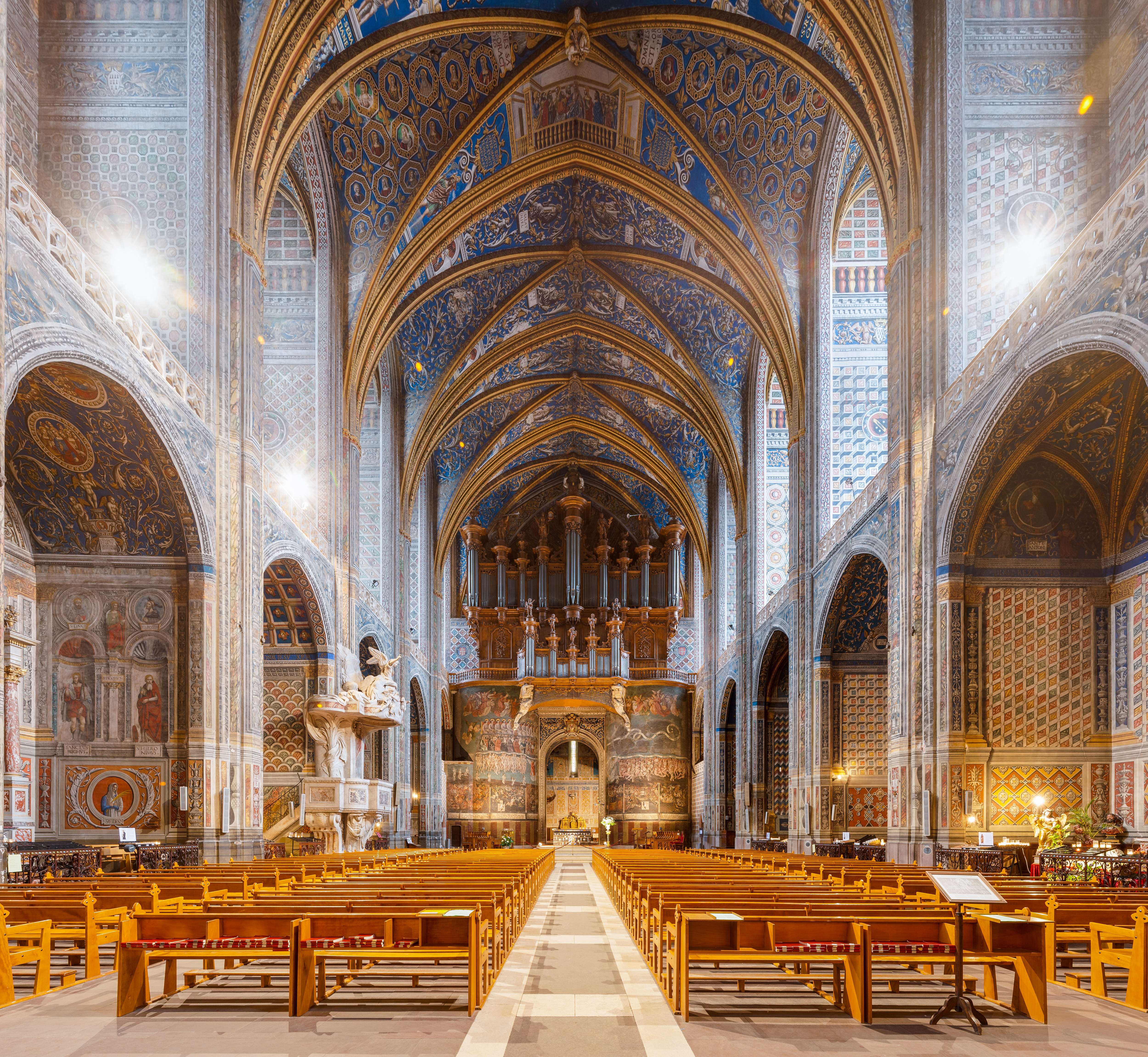
Interno verso la controfacciata

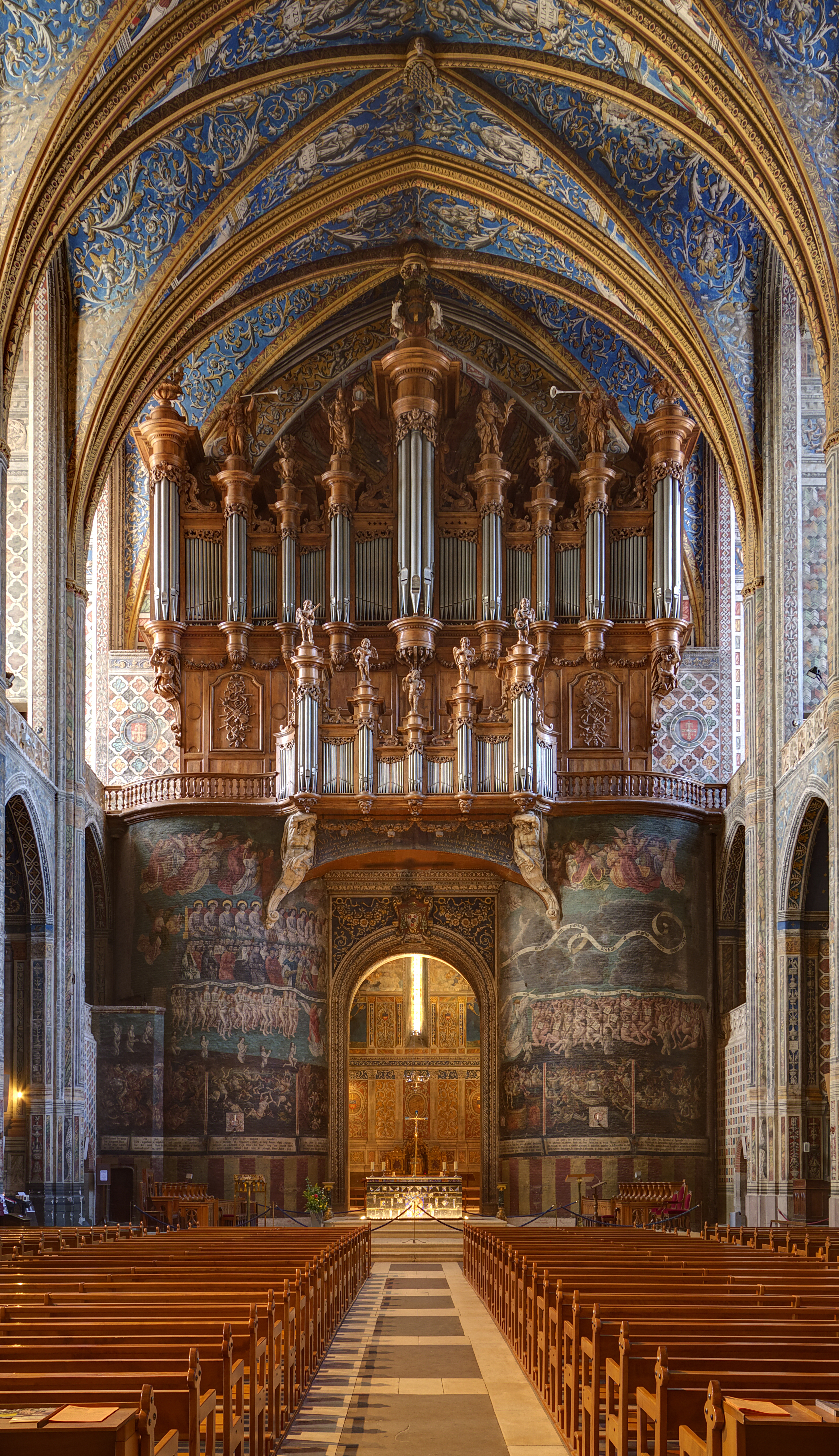
Veduta della navata centrale e il grande organo

Jubé

L'interno della cattedrale di Santa Cecilia è a navata unica di dodici campate con cappelle laterali a pianta quadrata sormontate da un matroneo. La navata termina con l'abside poligonale con cinque cappelle radiali ottagonali. L'orientamento non è quello originale, con l'altare maggiore situato nell'abside, ma è invertito, con l'altare collocato nella base della torre campanaria e il coro adibito a cappella feriale.

#### Il coro
All'interno della chiesa, nell'area situata nelle cinque campate alla destra del portale e nell'abside, si trova il pregevole coro del XV secolo, preceduto da uno Jubé, recinzione trasversale che separava il coro e il presbiterio dal resto della chiesa. Questa zona è definibile come il sancta sanctorum della chiesa, la parte un tempo accessibile solo ai chierici.
Si tratta di uno dei pochi Jubé rimasti fino ai giorni nostri. Il coro è delimitato da un'elaborata transenna marmorea decorata con sculture e rilievi. Le sculture interne rappresentano Santi del Nuovo Testamento, mentre quelle esterne in numero maggiore i personaggi dell'Antico Testamento. A ridosso delle pareti interne, si trovano gli stalli lignei intarsiati. Nella parte semicircolare, vi è un altare in marmo con mensa sorretta da pilastri e, alla sua destra, vi è la cattedra vescovile. Al centro troviamo una statua della Madonna con bambino con a destra San Giovanni Battista e a sinistra San Paolo, mentre sul lato opposto Santa Cecilia.

#### Le pareti
Sulla parete di controfacciata, sopra i contrafforti circolari della torre campanaria, si trovano due cicli di affreschi realizzati tra il 1474 e il 1484 raffiguranti il Giudizio Universale e la Creazione del mondo. Gli affreschi delle volte furono realizzati in stile rinascimentale italiano tra il 1509 e il 1512 da pittori di Bologna. Le dimensioni della superficie pittorica sono di 100 metri di lunghezza per 20 di larghezza.
Il presbiterio, rialzato di alcuni gradini rispetto al resto della chiesa, ospita il moderno altare maggiore. Nella base del campanile è situata la cappella del Santissimo Sacramento, interamente affrescata e con volta a crociera.

### Organi a canne

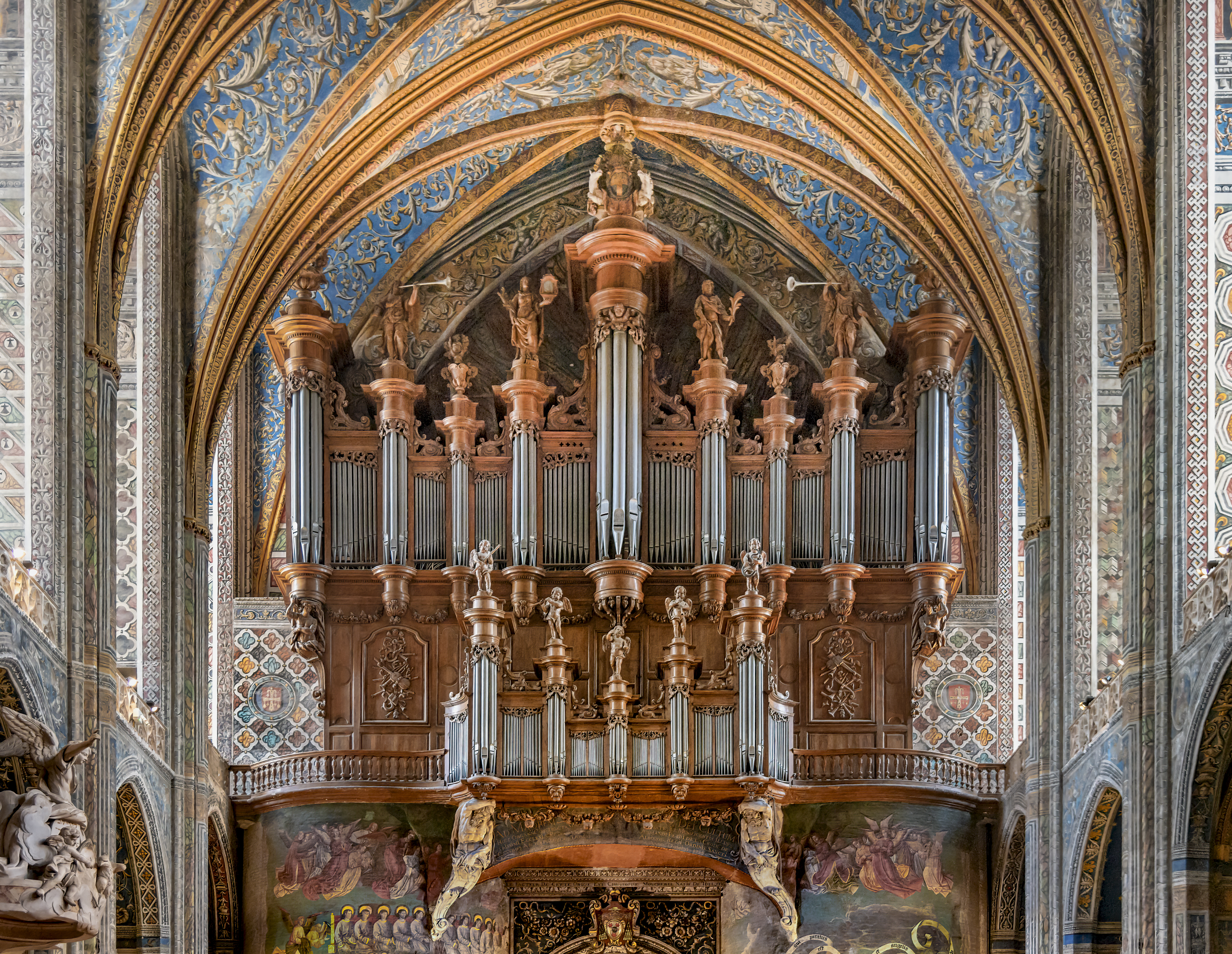
Organo maggiore

Sulla cantoria a ridosso della parete di controfacciata, si trova il grande organo a canne della cattedrale.
Lo strumento venne costruito tra il 1734 e il 1736 da Christophe Moucherel con 43 registri distribuiti fra quattro manuali e pedaliera. In seguito, subì una serie di restauri che ne alterarono le caratteristiche originarie. Già nel 1747, François e Jean-François L'Épine aggiunsero alcuni registri ad ancia, mentre nel 1779 Joseph Isnard aggiunse un quinto manuale (Bombarde) con una batteria di ance e un cornetto. Nuovi restauri furono intrapresi nel XIX secolo: tra il 1824 e il 1825, Antoine Peyroulous cambiò l'ordine dei registri sui manuali; tra il 1840 e il 1841 i fratelli Claude fecero alcune riparazioni ed altre da Frédéric Junk nel 1859. Nel 1865, Théodore Maucourt chiuse i registri della terza tastiera (Récit) in cassa espressiva. Con un restauro effettuato tra il 1902 e il 1904, Jean-Baptiste Puget trasformò lo strumento in un organo romantico riutilizzando parte del materiale antico. Nel 1974, lo strumento venne catalogato come monumento storico di Francia. Tra il 1977 e il 1981, Barthélemy Formentelli ricostruì lo strumento in stile barocco. Lo stesso organaro ha effettuato una pulizia generale dell'organo nel 1999.
L'organo a canne è racchiuso entro una maestosa cassa lignea decorata con sculture e rilievi; si compone del Grand Buffet e del "Positivo tergale". Il Grand Buffet presenta otto campate simmetricamente uguali separate da nove tourrelles circolari, sormontate da sculture. Le canne di mostra delle campate sono con bocca "a mitria", mentre quelle delle tourrelles sono con bocca "a scudo". Il "Positivo tergale" segue lo schema del Grand Buffet, con quattro campate separate da cinque tourrelles circolari sormontate da sculture. La consolle è a finestra ed ha cinque tastiere (di 51 note Positif de dos, prima tastiera, Grand-Orgue, seconda tastiera, e Bombarde, terza tastiera; di 27 note Récit, quarta tastiera; di 39 note Écho, quinta tastiera) e pedaliera a leggio di 30 note. L'organo dispone di 56 registri per un totale di 3578 canne.
A pavimento alla destra del presbiterio si trova un secondo organo a canne di modeste dimensioni, racchiuso entro una cassa neogotica.

## Galleria d'immagini

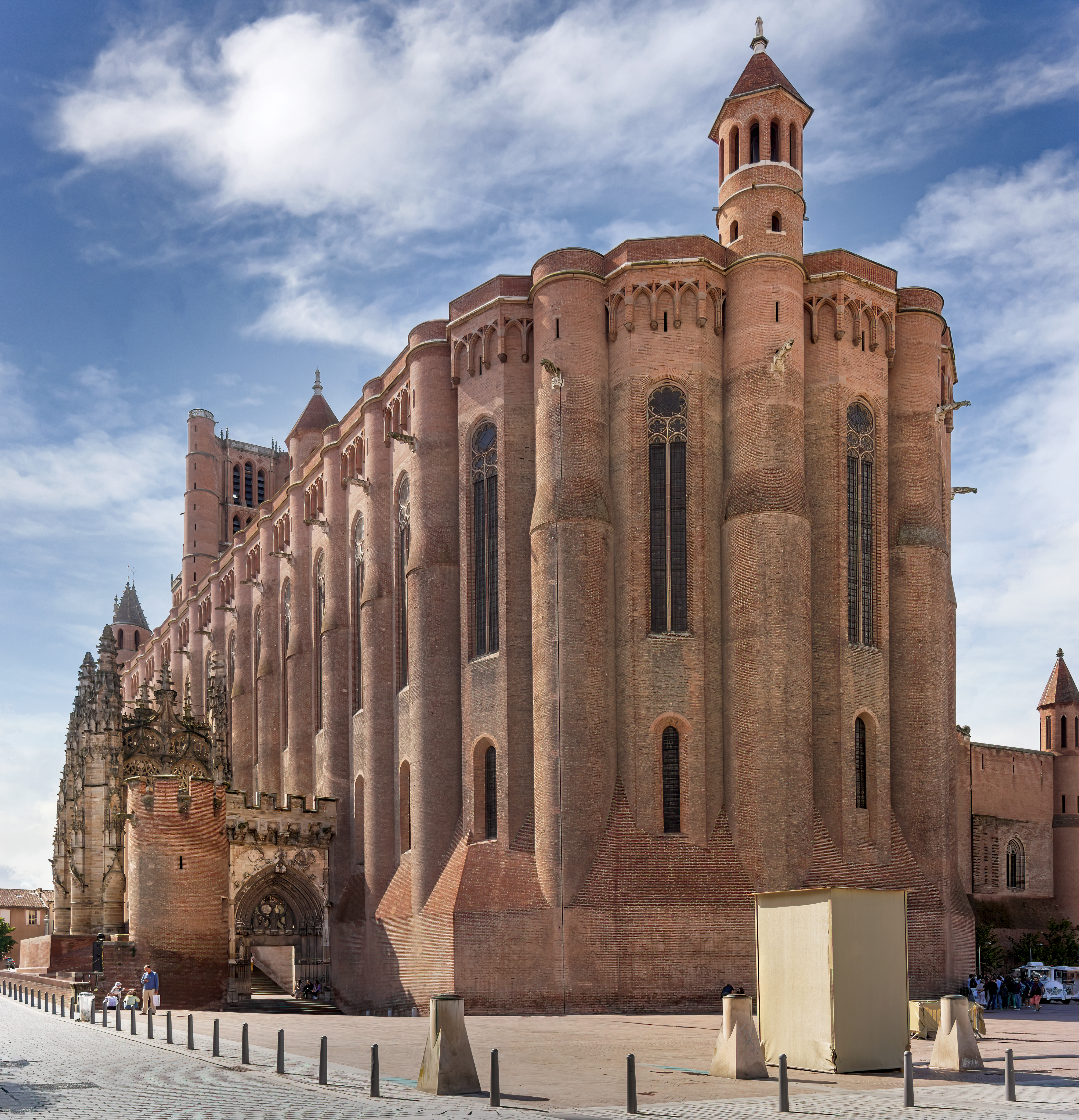
Esterno dell'abside
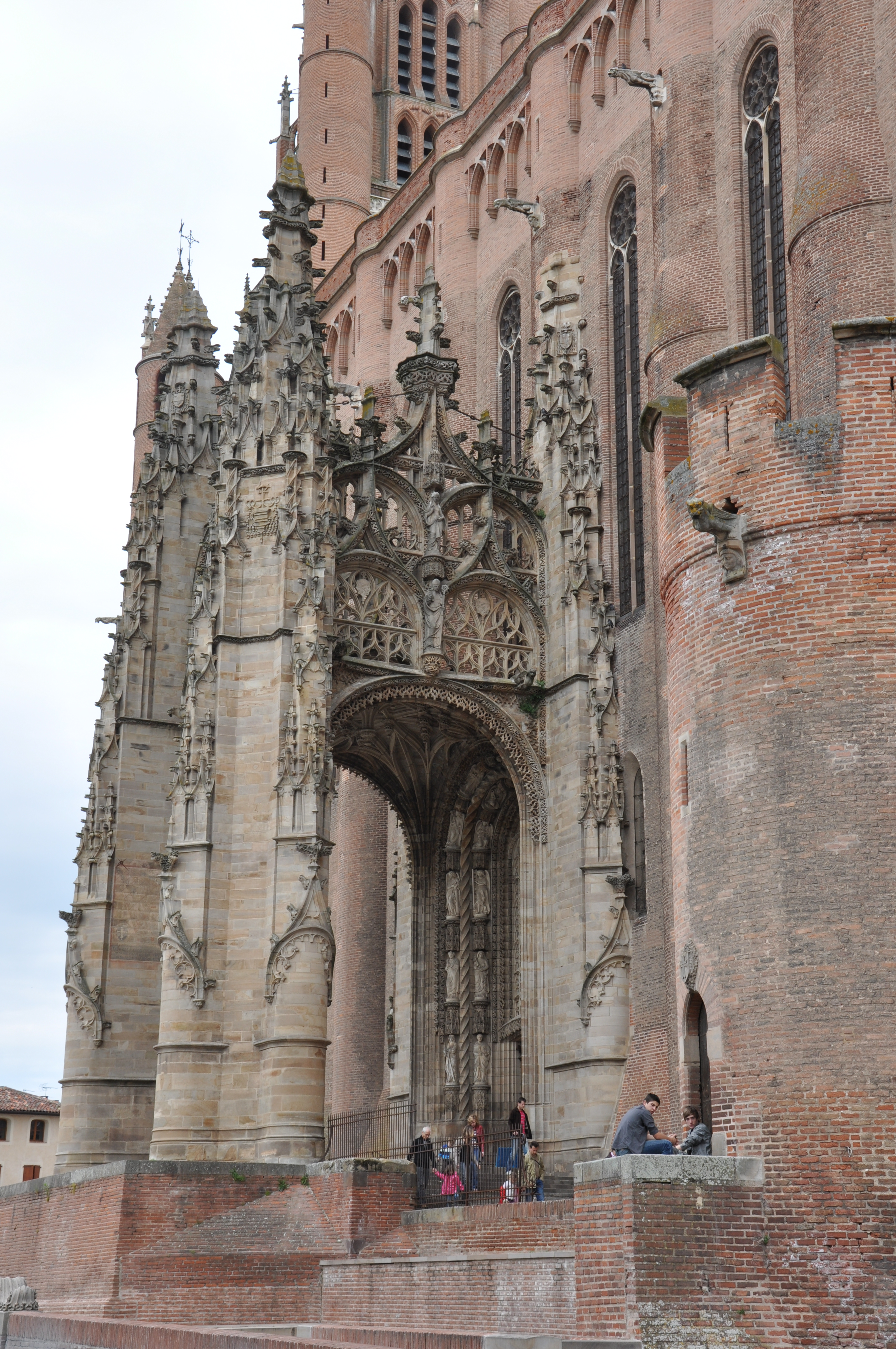
Protiro gotico
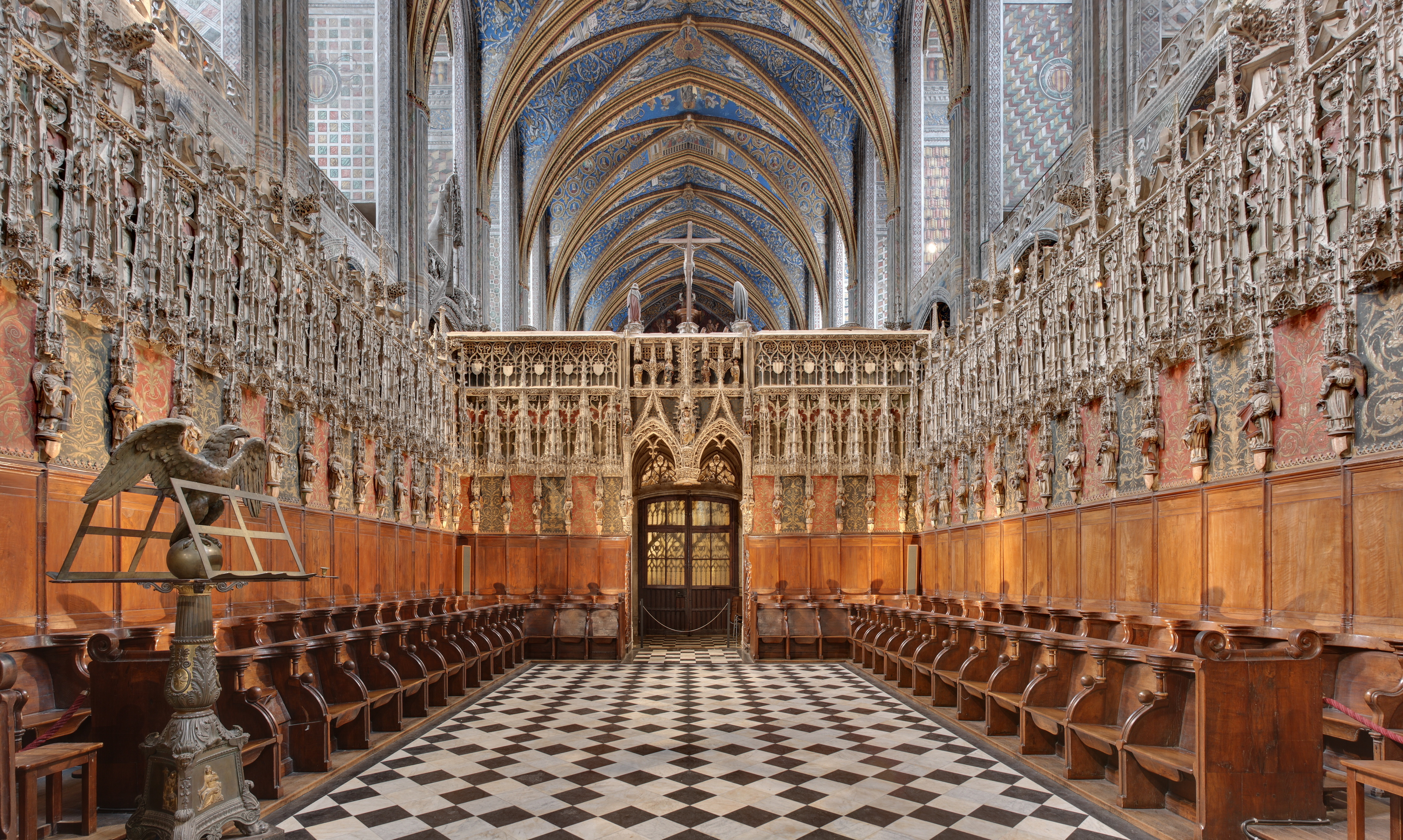
Interno del coro
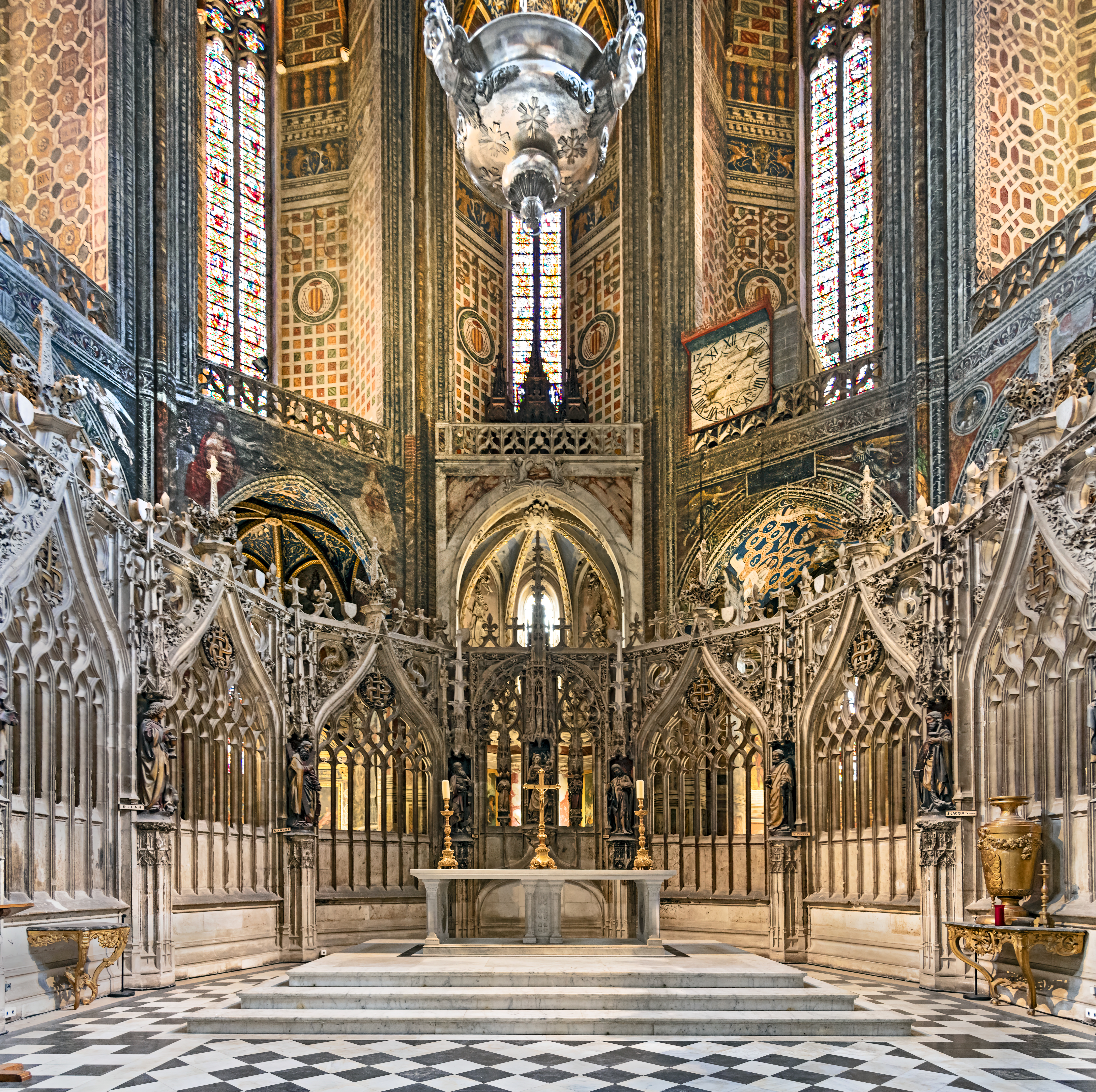
Coro e altare maggiore
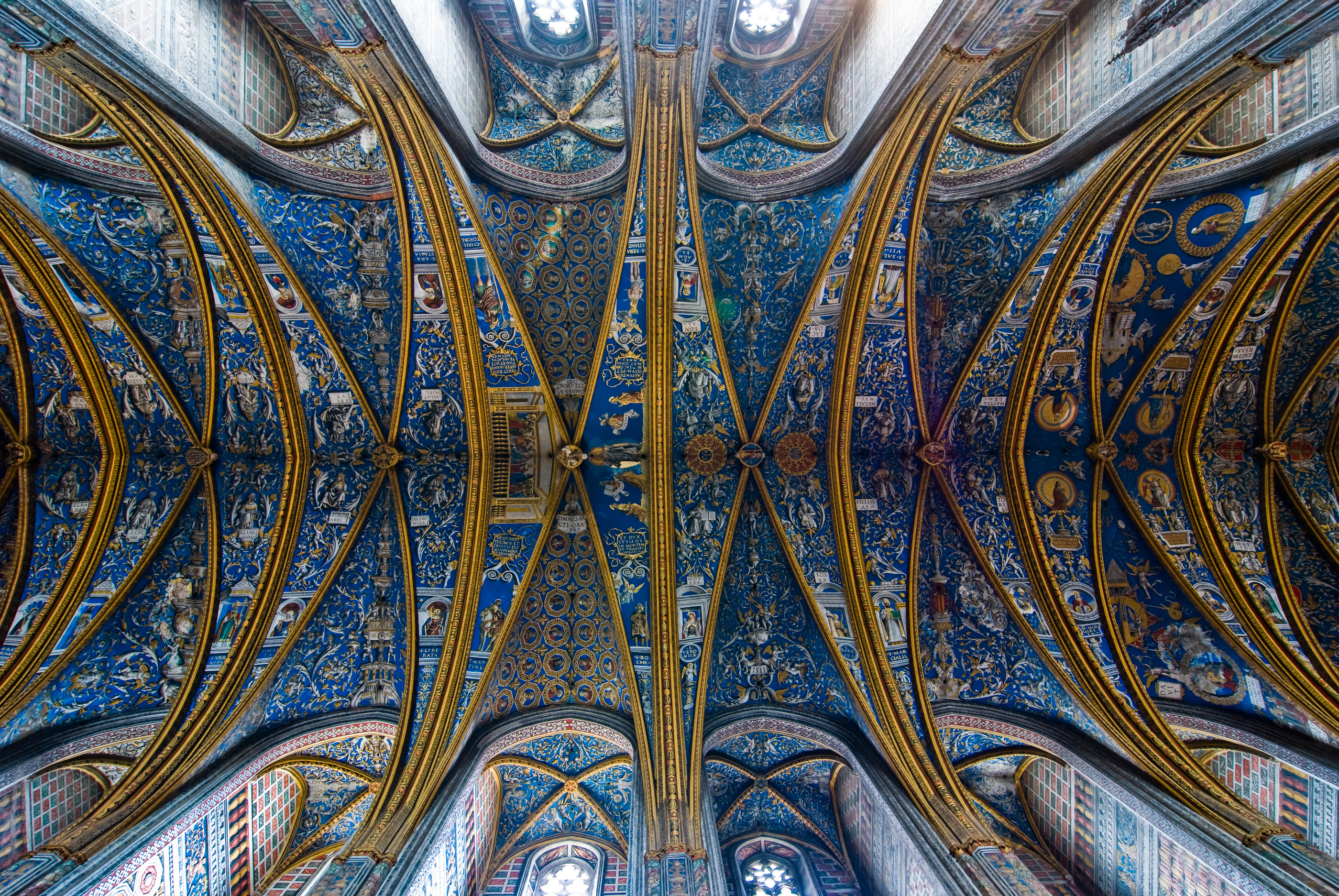
Volta della navata
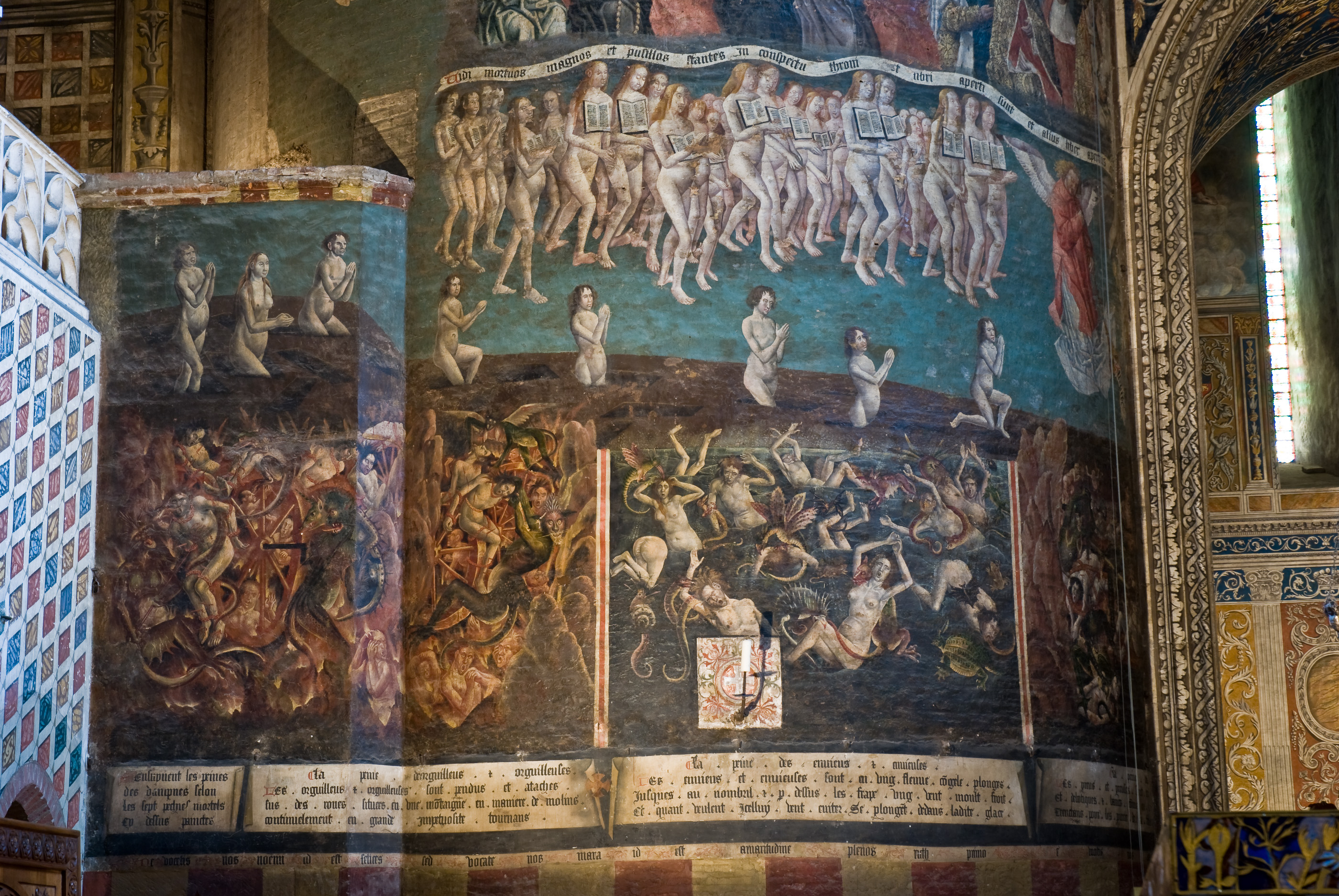
Giudizio universale (parte sinistra)
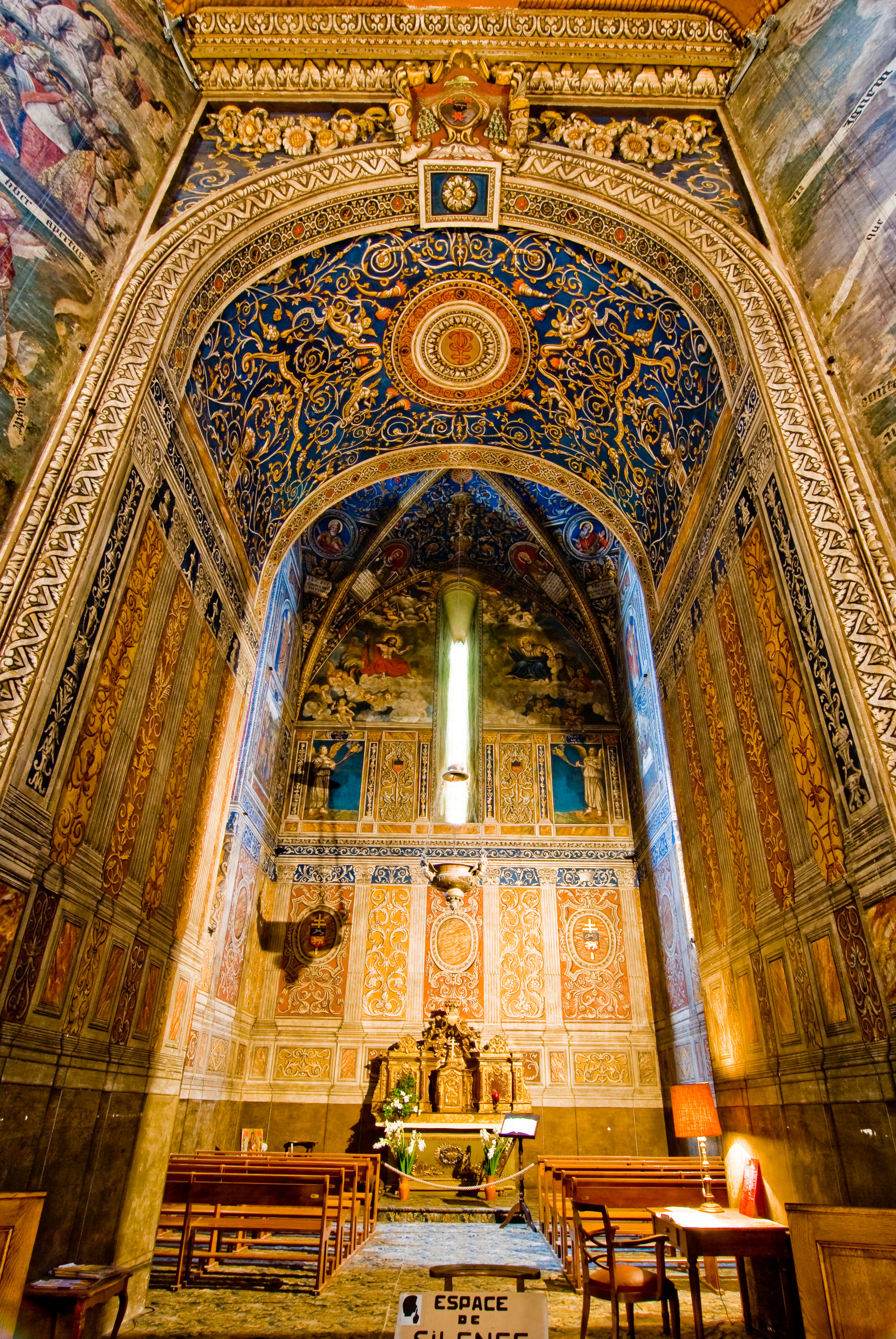
Cappella del Santissimo Sacramento
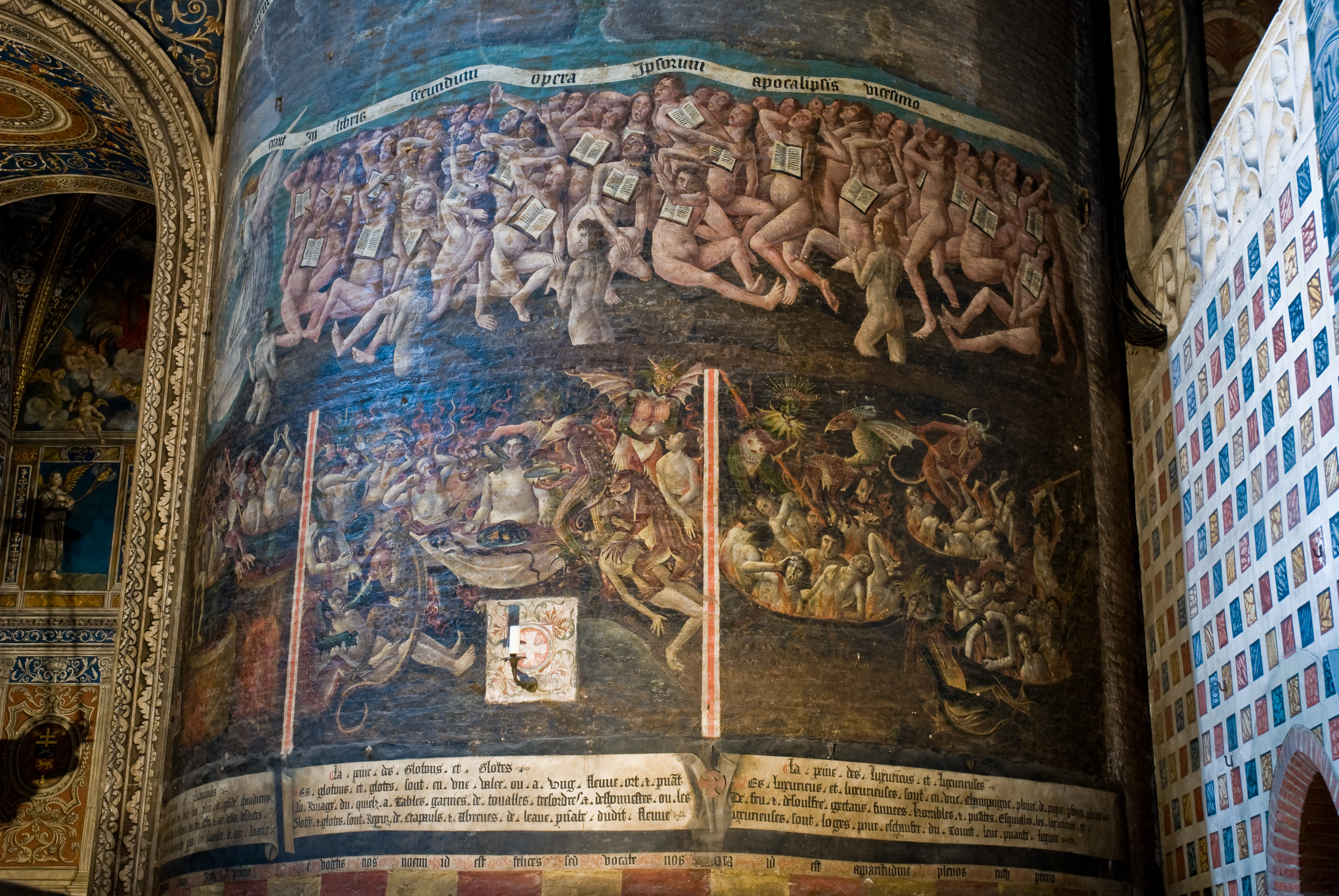
Giudizio universale (parte destra)